# بات جانون
بات جانون (بالإنجليزية: Pat Gannon)‏ هو مجدف أيرلندي، ولد في 25 سبتمبر 1958.

## وصلات خارجية
- بات جانون على موقع الاتحاد الدولي للتجديف (الإنجليزية)
- بات جانون على موقع اللجنة الأولمبية الدولية (الإنجليزية)
- بات جانون على موقع أوليمبيديا (الإنجليزية)